# Ali Al-Nono
Ali Al-Nono (en árabe: علي النونو‎, Yemen del Norte; 7 de junio de 1980) es un exfutbolista de Yemen que jugaba en la posición de delantero.

## Carrera

### Club
| Periodo   | Club                   |
| --------- | ---------------------- |
| 1998      | Al-Masry SC            |
| 1998–2005 | Al-Ahli San'a          |
| 2004      | Al-Sha'ab Ibb (cedido) |
| 2005      | Al-Merreikh SC         |
| 2006      | Busaiteen Club         |
| 2006–2007 | Tishreen SC            |
| 2007–2010 | Al-Ahli San'a          |
| 2010–2011 | Al-Tilal SC            |
| 2011–2014 | Al-Ahli San'a          |

### Selección nacional
Jugó para Yemen de 2000 a 2010 con los que anotó 29 goles en 50 partidos, haciendo su primer gol internacional el 10 de febrero de 2000 en la victoria por 3-0 ante Nepal en Kuwait City por la clasificación para la Copa Asiática 2000. 
Participó en los Juegos Asiáticos de 2002 y actualmente es el jugador con más goles en la selección nacional.

## Estadísticas

### Goles internacionales
| #  | Fecha      | Sede          | Rival                  | Gol     | Resultado | Torneo                                               |
| -- | ---------- | ------------- | ---------------------- | ------- | --------- | ---------------------------------------------------- |
| 1  | 10-2-2000  | Kuwait City   | Nepal                  | 2–0     | 3–0       | Clasificación para la Copa Asiática 2000             |
| 2  | 18-2-2000  | Kuwait City   | Bután                  | 2–0     | 11–2      | Clasificación para la Copa Asiática 2000             |
| 3  | 18-2-2000  | Kuwait City   | Bután                  | 8–2     | 11–2      | Clasificación para la Copa Asiática 2000             |
| 4  | 18-2-2000  | Kuwait City   | Bután                  | 10–2    | 11–2      | Clasificación para la Copa Asiática 2000             |
| 5  | 7-4-2001   | B. S. Begawan | Brunéi                 | 4–0     | 5–0       | Clasificación para la Copa Mundial de Fútbol de 2002 |
| 6  | 7-4-2001   | B. S. Begawan | Brunéi                 | 5–0     | 5–0       | Clasificación para la Copa Mundial de Fútbol de 2002 |
| 7  | 11-5-2001  | Saná          | Emiratos Árabes Unidos | 2–1     | 2–1       | Clasificación para la Copa Mundial de Fútbol de 2002 |
| 8  | 18-5-2001  | Al Ain        | Emiratos Árabes Unidos | 1–1     | 2–3       | Clasificación para la Copa Mundial de Fútbol de 2002 |
| 9  | 8-9-2004   | Saná          | Emiratos Árabes Unidos | 1–0     | 3–1       | Clasificación para la Copa Mundial de Fútbol de 2006 |
| 10 | 8-9-2004   | Saná          | Emiratos Árabes Unidos | 3–1     | 3–1       | Clasificación para la Copa Mundial de Fútbol de 2006 |
| 11 | 1-11-2004  | Abu Dhabi     | Zambia                 | 1–2 (P) | 2–2       | Amistoso                                             |
| 12 | 1-3-2006   | New Delhi     | India                  | 3–0     | 3–0       | Clasificación para la Copa Asiática 2007             |
| 13 | 15-11-2006 | Saná          | India                  | 2–1     | 2–1       | Clasificación para la Copa Asiática 2007             |
| 14 | 9-11-2007  | Saná          | Tailandia              | 1–1     | 1–1       | Clasificación para la Copa Mundial de Fútbol de 2010 |
| 15 | 28-12-2008 | Saná          | Zimbabue               | 1–0     | 1–0       | Amistoso                                             |
| 16 | 5-1-2009   | Mascate       | Emiratos Árabes Unidos | 1–3     | 1–3       | Copa de Naciones del Golfo de 2009                   |
| 17 | 11-11-2009 | Mascate       | Catar                  | 1–1 (P) | 1–2       | Copa de Naciones del Golfo de 2009                   |
| 18 | 30-12-2009 | Saná          | Tayikistán             | 2–1     | 2–1       | Amistoso                                             |
| 19 | 15-1-2010  | Saná          | Kenia                  | 1–1     | 3–1       | Amistoso                                             |
| 20 | 20-1-2010  | Saná          | Baréin                 | 1–0     | 3–0       | Clasificación para la Copa Asiática 2011             |
| 21 | 20-1-2010  | Saná          | Baréin                 | 2–0     | 3–0       | Clasificación para la Copa Asiática 2011             |
| 22 | 7-9-2010   | Saná          | Siria                  | 1–0 (P) | 2–1       | Amistoso                                             |
| 23 | 7-9-2010   | Saná          | Siria                  | 2–1     | 2–1       | Amistoso                                             |
| 24 | 25-9-2010  | Amán          | Irak                   | 1–0     | 1–2       | Campeonato de la WAFF 2010                           |
| 25 | 27-9-2010  | Amán          | Palestina              | 1–0     | 3–1       | Campeonato de la WAFF 2010                           |
| 26 | 27-9-2010  | Amán          | Palestina              | 3–1     | 3–1       | Campeonato de la WAFF 2010                           |
| 27 | 1-10-2010  | Amán          | Kuwait                 | 1–0     | 1–1       | Campeonato de la WAFF 2010                           |
| 28 | 7-22-2010  | Saná          | Uganda                 | 1–0     | 2–2       | Amistoso                                             |
| 29 | 7-22-2010  | Saná          | Uganda                 | 2–0     | 2–2       | Amistoso                                             |

## Logros

### Club
Al-Ahli San'a'
- Liga Yemení: 3

1998–99, 1999–00, 2000–01
- Yemeni President Cup: 3

2001, 2009
- Copa Unidad Yemení: 1

2004

### Individual
- Goleador de la Liga Yemení: 2

2000-01, 2007-08
- Goleador del Campeonato de la WAFF: 1

2010